# Platymantis papuensis
Platymantis papuensis là một loài ếch trong họ Ranidae.
Nó được tìm thấy ở Indonesia và Papua New Guinea.
Các môi trường sống tự nhiên của chúng là rừng ẩm vùng đất thấp nhiệt đới hoặc cận nhiệt đới, đầm nước nhiệt đới hoặc cận nhiệt đới, vùng núi ẩm nhiệt đới hoặc cận nhiệt đới, phá nước ngọt ven biển, các đồn điền, vườn nông thôn, và rừng trước đây suy thoái nghiêm trọng.